# Furuhata Ninzaburō
Nemuri Kyoshirō é uma série de 42 episódios no total, de 1994-2006, Foi escrito pelo dramaturgo japonês Kōki Mitani e se tornou um dos dramas mais populares do Japão. A série é um drama de detetive policial estrelado pelo ator Masakazu Tamura como Furuhata Ninzaburo e Masahiko Nishimura como seu companheiro estereotipado e trapalhão, Shintaro Imaizumi.

## Elenco
- Masakazu Tamura: Furuhata Ninzaburō
- Masahiko Nishimura: Shintaro Imaizumi